# Chemin de Paleficat
Le chemin de Paleficat (en occitan : camin de Paleficat) est une voie publique de Toulouse, chef-lieu de la région Occitanie, dans le Midi de la France. Il traverse le quartier de Paleficat, dans le secteur 3 - Nord.

## Situation et accès

### Description
Le chemin de Paleficat est une voie publique, longue de 1147 mètres. Il naît en se séparant du chemin Virebent. La première partie du chemin, jusqu'à la rue Frédéric-Chopin, est relativement rectiligne et orientée au nord-ouest. Le chemin de Paleficat donne naissance à la place Jacques-Deveaud, créée lors de la constitution d'un lotissement, et à la rue des Félibres, qui rejoint le chemin Virebent au nord. Le chemin de Paleficat conserve en partie un visage rural, bordé de zones agricoles et de plusieurs fermes des XVIIIe et XIXe siècles (actuels no 19, 40, 58 et 61). Le développement de l'urbanisation, depuis le milieu du XXe siècle, se caractérise par la présence de maisons individuelles, mais aussi de lotissements et d'immeubles bas, et de zones d'activités dévolues aux entreprises, telles la SCLE-SFE (actuel no 25). 
La deuxième partie du chemin de Paleficat suit un tracé plus tortueux et montre un visage entièrement agricole. Il donne naissance au chemin du Furet, qui se poursuit au nord jusqu'au chemin Virebent et, au-delà, aux rives de l'Hers. Après avoir contourné les limites du domaine de Paleficat, il est traversé par le boulevard Florence-Arthaud, puis se poursuit jusqu'à la limite de la commune de Launaguet, marquée par le fossé du ruisseau de Pichounelle, un petit affluent de l'Hers. Le chemin est prolongé à l'ouest par l'allée des Sablettes, qui rejoint le chemin de Boudou.
Le chemin de Paleficat possède une chaussée à double-sens de circulation. Elle est définie comme une zone 30 et la vitesse y est limitée à 30 km/h. Il n'existe pas de piste, ni de bande cyclable, ni, sur une grande partie de son parcours, de trottoir.

### Voies rencontrées
Le chemin de Paleficat rencontre les voies suivantes, dans l'ordre des numéros croissants (« g » indique que la rue se situe à gauche, « d » à droite) :
1. Chemin Virebent
2. Place Jacques-Deveaud (d)
3. Rue des Félibres (d)
4. Rue Frédéric-Chopin (g)
5. Chemin du Furet (d)
6. Boulevard Florence-Arthaud
7. Allée des Sablettes - Launaguet

### Transports
Le chemin de Paleficat est parcouru et directement desservi, entre le chemin du Furet et le chemin Virebent, par la ligne de bus 114. De plus, on trouve sur le boulevard Florence-Arthaud, qui le traverse les arrêts des lignes de bus 3342. Plus à l'ouest enfin, sur l'allée des Sablettes, à Launaguet, se trouvent les arrêts de la ligne de bus 26. Toutes ces lignes convergent vers la station de métro Borderouge sur la ligne de métro .
Il n'existe en revanche pas de stations de vélos en libre-service VélôToulouse le long du chemin de Paleficat.

## Odonymie

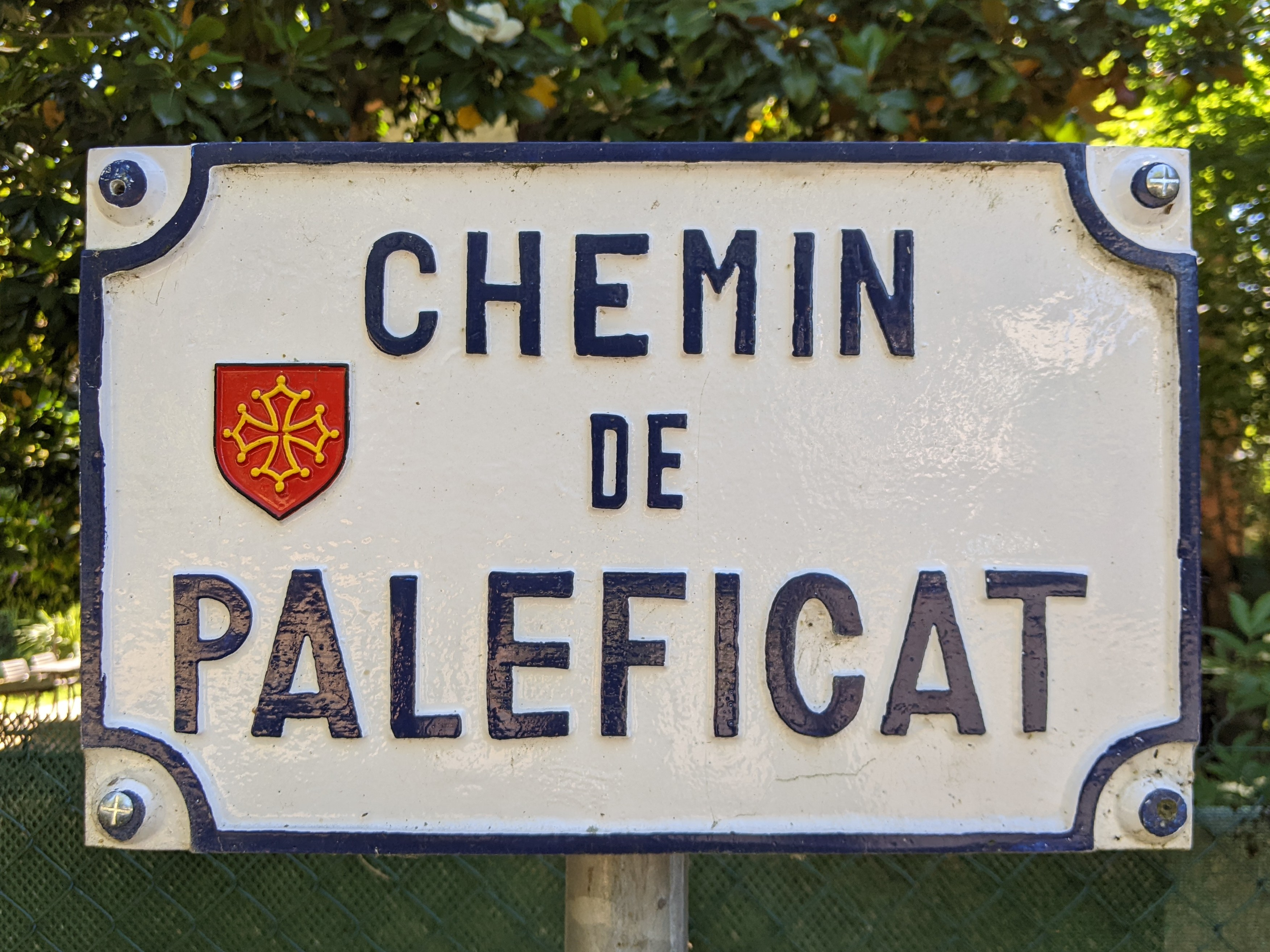
Plaque de rue.

Le chemin tient son nom du domaine et du château de Paleficat, qu'il longe. Le chemin du Furet en portait également le nom, puisqu'il était désigné jusqu'en 1947 comme le petit chemin de Paleficat. 
Si l'origine du nom est ancienne – puisqu'il se rencontre déjà au XVe siècle – le sens n'en est en revanche pas connu. Pierre Salies propose d'y voir un « pieu planté » (pal ficat en occitan). Il est possible également qu'il lui vienne du propriétaire du domaine : on connaît ainsi un (ou plusieurs) Raimond Paleficat, accédant au capitoulat en 1192, en 1202 et 1219, et un Bernard Paleficat, également capitoul en 1221.

## Patrimoine et lieux d'intérêt

### Château de Paleficat
Le domaine de Paleficat date au moins du XVIe siècle. Le château actuel, construit au milieu du XVIIIe siècle, est représentatif des maisons de campagne construites pour les familles de l'aristocratie toulousaine. Le domaine actuel est limité à l'est par la rue Frédéric-Chopin, où se trouve l'entrée principale (actuel no 85), et au nord par le chemin de Paleficat.

### Fermes
- no  19 : ferme maraîchère. 
La ferme maraîchère est construite dans la deuxième moitié du XIXe siècle. Elle est bâtie en assises alternées de brique et de galets, perpendiculairement au chemin de Paleficat. Elle s'élève sur deux niveaux (un rez-de-chaussée et un étage de comble) séparés par un cordon, et développe sa façade sur huit travées. Au rez-de-chaussée, les fenêtres sont rectangulaires. Le comble est aéré par de petites ouvertures rectangulaires. L'élévation est couronnée par une corniche moulurée[4].

- no  40 : ferme maraîchère (fin du XIXe siècle)[5].

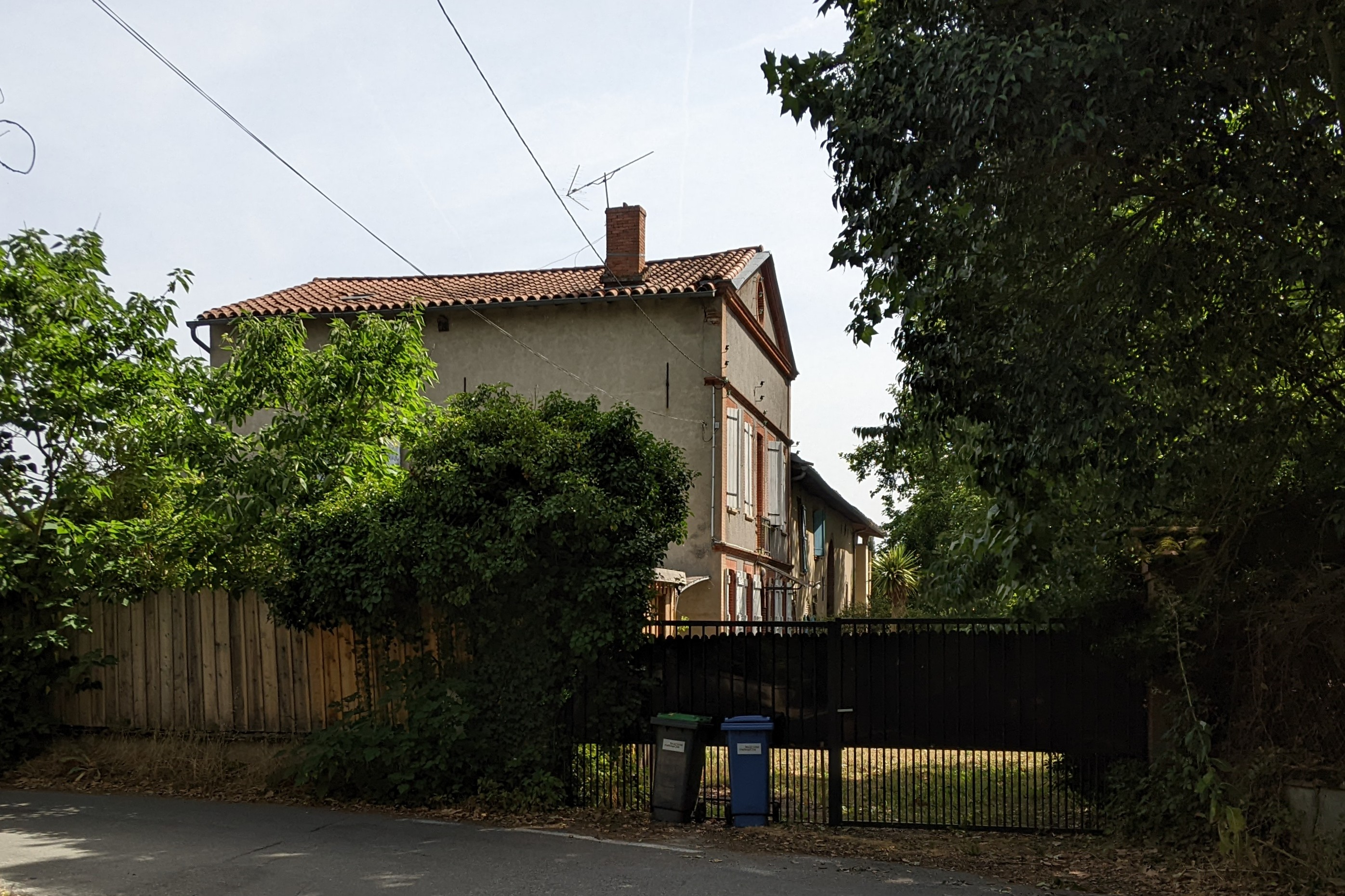
no 58 : ferme.

- no  58 : ferme. 
La ferme est probablement une métairie dépendant du château de Paleficat. Elle est construite en brique, probablement au milieu du XVIIIe siècle, et se compose de plusieurs corps de bâtiment. Le logis s'élève perpendiculairement au chemin de Paleficat, dans l'axe de la rue Frédéric-Chopin. La façade principale, de style classique, est symétrique. Elle se développe sur cinq travées et s'élève sur trois niveaux séparés par des cordons : un rez-de-chaussée, un étage et un niveau de comble. Au rez-de-chaussée, la porte est en plein cintre. Au 1er étage, la fenêtre centrale est mise en valeur par un balconnet. Le comble à surcroît est surmonté d'un fronton triangulaire percé d'un oculus. Le corps de bâtiment des parties agricoles se développe dans le prolongement du logis. Il ne s'élève que sur deux niveaux (un rez-de-chaussée et un étage), mais il se distingue par sa dimension importante. Il est percé d'une grande porte charretière qui s'élève sur les deux niveaux[6].

- no  61 : ferme. 
La ferme est construite à la fin du XVIIIe ou au XIXe siècle, sur les terres dépendant du château de Paleficat. Elle a également été remaniée au cours du XIXe siècle. Les corps de bâtiment sont construits perpendiculairement au chemin de Paleficat, le long de la rue Frédéric-Chopin. Au nord, le logis développe sa façade principale, orientée au sud-est, sur cinq travées symétriques. Au rez-de-chaussée, la porte est centrale. L'étage de comble est percé de fenêtres rectangulaires. L'élévation est surmontée d'une corniche moulurée[7].

### Maison
- no  9 : maison (deuxième moitié du XXe siècle).